# North Ings Farm Museum
| North Ings Farm Museum                                                      | North Ings Farm Museum |
| --------------------------------------------------------------------------- | ---------------------- |
| Eingang des North Ings Farm Narrow Gauge Railway and Vintage Tractor Museum |                        |
| Lage und Streckenverlauf                                                    |                        |
| Streckenlänge:                                                              | 0,55 km                |
| Spurweite:                                                                  | 610 mm (2-Fuß-Spur)    |
|                                                                             |                        |

Das North Ings Farm Narrow Gauge Railway and Vintage Tractor Museum ist ein Schmalspurbahn- und Traktoren-Museum einer noch in Betrieb befindlichen Farm in Dorrington, zwischen Lincoln und Sleaford in der englischen Grafschaft Lincolnshire.

## Geschichte
Im North Ings Farm Museum werden historische landwirtschaftliche Geräte und Traktoren, Nutzfahrzeuge, transportable Dampfpumpen und eine Rummelplatz-Orgel ausgestellt. Das Museum betreibt eine 550 m lange ringförmige Schmalspurbahn mit einer Spurweite von 610 mm (2 Fuß).
Nach dem extrem nassen Winter von 1971/72, in dem es schwierig war, die Hühnerfarm mit Kipplastwagen zu versorgen, wurde eine Schmalspurbahn zu den 5 Gebäuden auf dem Gelände verlegt. Der Bahnbetrieb wurde im November 1972 aufgenommen. Im März 1981 wurde die Hühnerhaltung aus wirtschaftlichen Überlegungen eingestellt und die Schmalspurbahn seitdem als Hobby weiter betrieben, wofür auch weitere Lokomotiven erworben wurden. Die Bahnlinie wurde durch eine Schleife zum nahegelegenen See ergänzt.
1990 wurde die Sammlung auf Empfehlung der lokalen Gemeinderatsversammlung der Öffentlichkeit zugänglich gemacht. Die Sammlung wurde seitdem zunehmend erweitert.

## Schienenfahrzeuge
Für den Museumsbetrieb stehen 8 Diesellokomotiven zur Verfügung sowie zwei weitere, die vom Narrow Gauge Railway Museum in Tywyn, Wales, ausgeliehen wurden. Die Lokomotive der Dampf-Tram wird zurzeit generalüberholt.
Die Loren und Wagen wurden über einen längeren Zeitraum gesammelt. Einige wurden für den Museumsbahnbetrieb umgebaut, aber es wurde immer ein Wagen in seinem originalen Aussehen erhalten. Einige Personenwagen wurden von der ehemaligen Abbey Light Railway in Leeds erworben, deren Betrieb 2013 eingestellt wurde. Diese sind außerhalb des Ausstellungsbereichs eingelagert.
Das Stellwerk an der Pear Tree Junction stammt vom Holmes Yard in Lincoln, wo es zuvor als Lösungsmittellager genutzt wurde. Die Signalhebel stammen aus dem ehemaligen Stellwerk Skellingthorpe bei Lincoln.